# AK Markéta Praga
AK Markéta Praga (cz. AK Markéta Praha) – czeski klub żużlowy z Pragi.
Zespół w sezonie 2007 wystartował w polskiej lidze żużlowej pod nazwą AK Markéta Praha. Zajął ostatnie miejsce w II lidze, jednak wynik sportowy został przesłonięty przez tragedię jaka się wydarzyła 27 maja 2007 na torze w Krośnie, kiedy to w meczu z miejscowym KSM-em w jednym z wyścigów zginął praski junior, Michal Matula.

## Osiągnięcia
PSK Olymp Praha to najbardziej utytułowany czeski klub żużlowy, 27-krotny mistrz Czechosłowacji i 13-krotny mistrz Czech (stan po sezonie 2023). W całej historii startów najpierw w lidze czechosłowackiej, a potem czeskiej, tylko dwa razy nie stanął na podium – w 2007 (startował jednocześnie w Polsce) oraz 2009 roku. Zawodnicy prascy wywalczyli ponadto 26 tytułów indywidualnych mistrzów Czechosłowacji i 11 tytułów indywidualnych mistrzów Czech. Na koncie sukcesów klubu należy również odnotować drugie miejsce w finale Klubowego Pucharu Europy w 1998.
W latach 1987–1990 w lidze startowały dwie drużyny PSK, oznaczone jako Ruda Hvezda A i Ruda Hvezda B (w 1990 Olymp A i Olymp B), w każdym roku obie ekipy stawały na podium. Od sezonu 1998 PSK Olymp znów wystawia w lidze drugą drużynę, tym razem pod nazwą AK Markéta, startującą jako rezerwy na zapleczu ekstraklasy. Łączny dorobek obu zespołów klubu prezentuje się następująco:
Mistrzostwa Czechosłowacji
- Drużynowe Mistrzostwa (36 medali)
  - złoto: 27 (1956-62, 1968, 1970-77, 1979-81, 1983, 1985-88, 1990-92)
  - srebro: 7 (1967, 1969, 1978, 1982, 1984, 1988-89)
  - brąz: 3 (1987, 1989-90)
- Indywidualne Mistrzostwa – Československý Individuální Šampionát (69 medali)
  - złoto: 26 (1958, 1960-65, 1970-81, 1983, 1985-90)
  - srebro: 22 (1958-59, 1962, 1968-73, 1975-80, 1982-84, 1986-88, 1991)
  - brąz: 21 (1959-60, 1966-67, 1974-82, 1984-91)
- Mistrzostwa Par (2 medale)
  - złoto: 1 (1991)
  - srebro: –
  - brąz: 1 (1991)
- Młodzieżowe Indywidualne Mistrzostwa (15 medali)
  - złoto: 9 (1976, 1979-83, 1985, 1990-91)
  - srebro: 5 (1983-84, 1986, 1989, 1991)
  - brąz: 1 (1985)

Mistrzostwa Czech
- Drużynowe Mistrzostwa (28 medali) Stan na 2022 rok.
  - złoto: 13 (1992-93, 1995-98, 2000, 2003, 2012, 2014, 2017, 2019-20, 2022)
  - srebro: 8 (1994, 1999, 2001, 2010, 2013, 2015-16, 2018)
  - brąz: 7 (2002, 2004-2006, 2008, 2011, 2021)
- Indywidualne Mistrzostwa – Individuální Šampionát Republiký Čechy (34 medale) Stan na 2008 rok.
  - złoto: 11 (1992-94, 1997-98, 2000-2002, 2004, 2006, 2008)
  - srebro: 15 (199-97, 1999-2003, 2005-08)
  - brąz: 8 (1992-93, 1996, 1998-99, 2002-2003, 2007)
- Mistrzostwa Par (6 medali)
  - złoto: 2 (2006-07)
  - srebro: 2 (2007-08)
  - brąz: 2 (2002, 2005)
- Młodzieżowe Indywidualne Mistrzostwa (14 medali)
  - złoto: 6 (1995-2000, 2008)
  - srebro: 2 (1992, 1997)
  - brąz: 6 (1994, 2002-2004, 2007-2008)
- Młodzieżowe Indywidualne Mistrzostwa U-19 (7 medali)
  - złoto: 2 (1999, 2008)
  - srebro: 1 (2007)
  - brąz: 4 (1999, 2005, 2007-08)
- Młodzieżowe Drużynowe Mistrzostwa (1 medal)
  - złoto: 1 (2008)
  - srebro: –
  - brąz: –

W konkurencjach indywidualnych medale dla praskiego klubu zdobyli następujący zawodnicy:
- w kategorii seniorskiej:
  - Jiří Štancl: 12 złotych (1970, 1972-81, 1983), 2 srebrne (1971, 1982), 1 brązowy (1985)
  - Antonín Kasper: 7 złotych (1985-87, 1990; 1994, 1997, 2002), 4 srebrne (1984, 1988; 1992, 1996), 3 brązowe (1989; 1993, 1998)
  - Bohumil Brhel: 6 złotych (1992-93, 1998, 2000-01, 2004), 3 srebrne (1991; 1997, 2002), 1 brązowy (1996, 1999)
  - Luboš Tomíček: 5 złotych (1961-65), 2 srebrne (1958, 1968), 4 brązowe (1959-60, 1966-67)
  - Václav Verner: 1 złoty (1971), 5 srebrnych (1970, 1976-78, 1980), 2 brązowe (1975, 1981)
  - Petr Vandírek: 1 złoty (1989), 3 srebrne (1987, 1993-1994), 2 brązowe (1990, 1992)
  - Adrián Rymel: 1 złoty (2006), 2 srebrne (2003, 2004), 1 brązowy (2007)
  - Jaroslav Machač: 1 złoty (1960), 1 srebrny (1959)
  - Roman Matoušek: 1 złoty (1988), 1 srebrny (1986)
  - Richard Janíček: złoty (1958)
  - Jan Jaroš: złoty (2008)
  - Petr Ondrašík: 3 srebrne (1972-73, 1983), 4 brązowe (1979-80, 1982, 1984)
  - Antonín Šváb: 3 srebrne (1995, 1999, 2001), 2 brązowe (2002-03)
  - Josef Franc: 3 srebrne (2005-07)
  - Milan Špinka: 1 srebrny (1975), 1 brązowy (1974)
  - Zdeněk Kudrna: srebrny (1979)
  - Matěj Kůs: srebrny (2008)
  - František Ledecký: srebrny (1969)
  - Pavel Ondrašík: srebrny (2000)
  - Bedřich Slaný: srebrny (1962)
  - Jan Verner: 3 brązowe (1976-78)
  - Lubomír Jedek: 2 brązowe (1986, 1991)
  - Zdeněk Schneiderwind: 2 brązowe (1987-88)
- w kategorii juniorskiej U-21:
  - Josef Franc: 3 złote (1998-2000)
  - Antonín Kasper: 3 złote (1979-81)
  - Pavel Ondrašík: 2 złote (1995-96)
  - Jan Fejfar: 1 złoty (1991), 1 srebrny (1986)
  - Jan Hurych: 1 złoty (1990), 1 srebrny (1991)
  - Matěj Kůs: 1 złoty (2008), 1 brązowy (2007)
  - Bohumil Brhel: złoty (1985)
  - Petr Kubíček: złoty (1982)
  - Luboš Tomíček: złoty (1976)
  - Petr Vandírek: złoty (1983)
  - Richard Wolff: złoty (1997)
  - Martin Kubeš: 1 srebrny (1997), 1 brązowy (1994)
  - František Ledecký: 1 srebrny (1984), 1 brązowy (1985)
  - Jan Holub: srebrny (1989)
  - Roman Matoušek: srebrny (1983)
  - Antonín Šváb: srebrny (1992)
  - Jan Jaroš: 3 brązowe (2002-04)
  - Martin Gavenda: brązowy (2008)
- w kategorii juniorskiej U-19:
  - Matěj Kůs: 1 złoty (2008), 1 srebrny (2007)
  - Milan Nosek: 1 złoty (1999)
  - Filip Šitera: brązowy (2005)
  - Martin Gavenda: brązowy (2007)
  - Marek Knize: brązowy (1999)
  - Pavel Pučko: brązowy (2008)

## Poszczególne sezony

### Starty w czechosłowackiej i czeskiej lidze
Do uzupełnienia lata 2015-obecnie.

### Starty w polskiej lidze
| Sezon | Rozgrywki ligowe | Rozgrywki ligowe | Rozgrywki ligowe |
| Sezon | Liga             | Liga             | Miejsce          |
| ----- | ---------------- | ---------------- | ---------------- |
| 2007  | III              | II liga          | 7/7              |

| Poziom ligowy | Liczba sezonów | Sezony |
| ------------- | -------------- | ------ |
| III           | 1              | 2007   |

### Starty w klubowym Pucharze Europy
W finale inauguracyjnych zawodów o Klubowy Puchar Europy, w 1998, drużyna pod szyldem AK Markéta Praha i w składzie Antonín Šváb (11 pkt.), Bohumil Brhel (9 pkt.), Adrian Rymel, Zdeněk Schneiderwind (obaj po 7 pkt.) oraz Pavel Ondrašík (2 pkt.), zajęła drugie miejsce, ulegając jedynie gospodarzowi, mistrzowi Polski Polonii Bydgoszcz. Klub jeszcze dwukrotnie był finalistą tych rozgrywek, w 1999 i 2004, za każdym razem zajmując czwarte miejsce.

## Grand Prix
Od 1997 klub na macierzystym stadionie Markéta organizuje Grand Prix Czech, jedną z eliminacji Grand Prix IMŚ.